# Copper Kettle

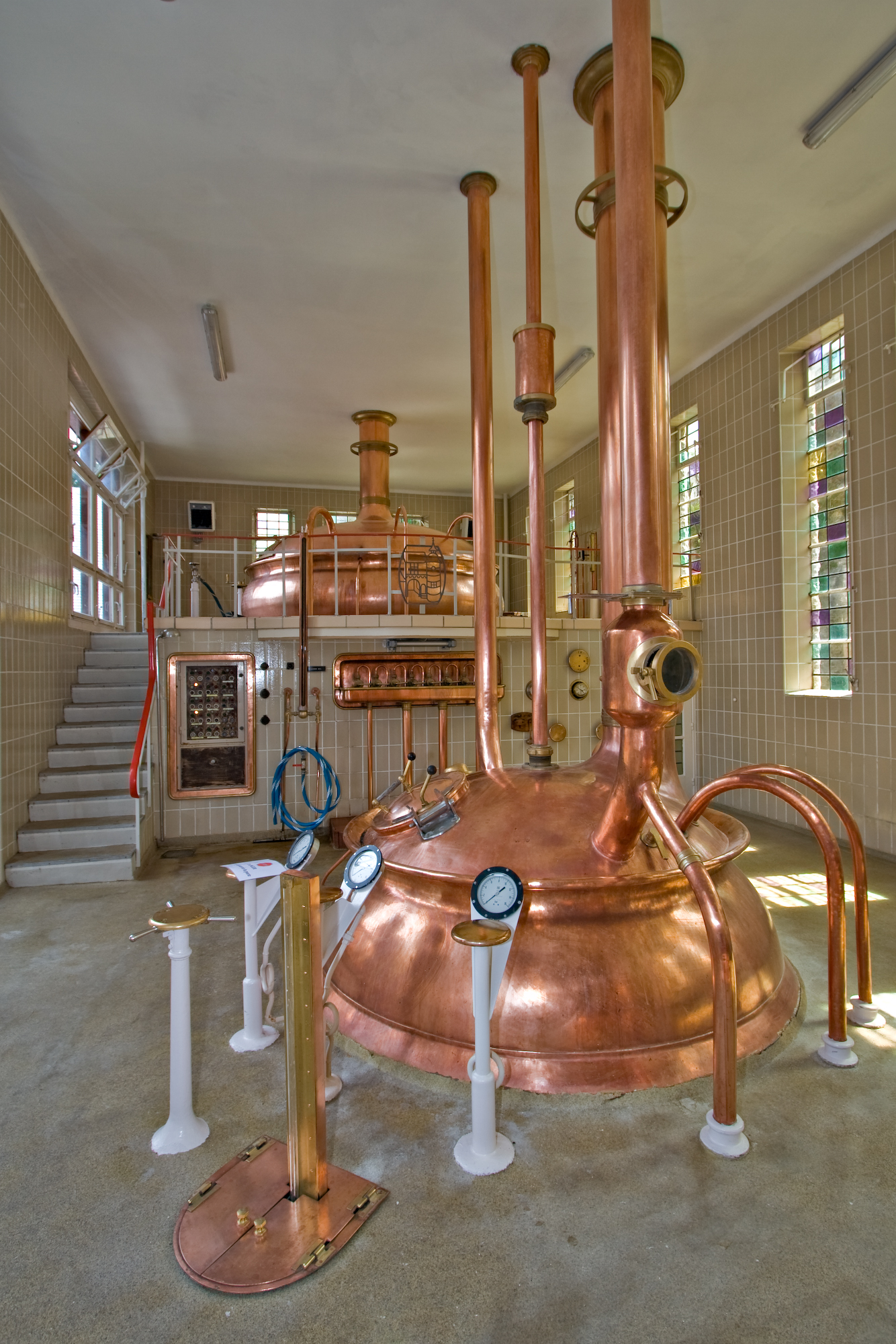
Медные котлы в пивоварне.

Copper Kettle («медный котёл») — шутливая песня, сочинённая Альбертом Фрэнком Беддоу и ставшая популярной после исполнения Джоан Баэз. Пит Сигер датирует сочинение песни 1946 годом, упоминая возможные народные корни текста, однако в письме в Таймс, опубликованном в колонке читателей в 1962 году, Беддоу вспоминает, что написал песню для несостоявшейся фолк-оперы Go Lightly, Stranger в 1953 году.
Copper Kettle воспевает прелести самогоноварения от лица человека «чей отец делал виски, да и дед делал то же». Следующая строка, «..а подати за это мы не платили с 1792 года», возможно, намекает на крайне непопулярный федеральный закон США 1791 года, обложивший налогом данное занятие. Закон спровоцировал «самогонный бунт» и был отменён в 1803 году.
Шутливый текст и простая мелодия превратили Copper Kettle в популярную фолк-песню.

## Исполнения песни
- Джоан Баэз, альбом Joan Baez in Concert, 1962
- Chet Atkins, Guitar Country, 1964; также записи живых выступлений.
- Боб Дилан, альбом Self Portrait, 1970
- Devendra Banhart, живая запись
- Гиллиан Уэлч и Дэвид Ролингз вживую[3]
- Robyn Hitchcock, live at Borders Books, 2004